# Chiesa di Santa Maria Maddalena (Ravenna)
La chiesa di Santa Maria Maddalena è un edificio religioso della città di Ravenna situato in via Corrado Ricci, vicino alla basilica di San Francesco.

## Storia
L'edificio fu costruito tra il 1748 e il 1750 su progetto del monaco camaldolese Fausto Pellicciotti, sopra o nei pressi di una precedente chiesa che compare col nome di Santa Maria in Luminaria in alcuni documenti del 1076.

## Descrizione
L'ingresso della chiesa è preceduto da una cancellata e da qualche scalino, poiché tutto l'edificio è rialzato rispetto al livello della strada. La facciata è in laterizio. All'interno della piccola chiesa vi è una sola navata.
L'altare maggiore è stato progettato da Domenico Barbiani sul quale poggia il ciborio realizzato da Giulio Costa.
All'interno della chiesa sono presenti diversi quadri:
- La Maddalena al sepolcro e La Maddalena e Gesù in casa di Marta di Domenico Corvi;
- Sant'Apollinare e San Romualdo e La Vergine, Antonio da Padova e Francesco di Paola di Andrea Barbiani;
- La Maddalena confortata dagli Angeli di Marcello Leopardi;
- La Maddalena in casa del Fariseo di Tommaso Sciacca;
- Il Salvatore che appare alla Maddalena in aspetto di ortolano di Filippo Pasquali.